# تلاوة القرآن

تلاوة اللفظ والمعنى، فتلاوة اللفظ جزء من مسمى التلاوة المطلقة، وحقيقة اللفظ إنما هي الاتباع، لتلاوة القرآن من الأجر ما لا يخفى، ويكفي لإثبات ذلك ما جاءت به الآيات والأحاديث وآثار الصحابة، ومن فضل تلاوة القرآن، اللفظية، أنه من قرأ حرفاً فله به عشر حسنات، ودرجات صاحب القرآن في الجنة على حسب ما يعمل به من القرآن ويقرؤه، وأن القرآن يشفع لأصحابه ويحاج عنهم يوم القيامة، ومن ‌‌ثمرات قراءة القرآن، إن قارئه في مصاف العظماء ومن أفضل الناس، وأعلاهم درجة، ويكتسب القارئ عن كل حرف حسنة والحسنة بعشر أمثالها، وتشمل القارئ ظلة الرحمة ويحاط بالملائكة وتتنزل عليه السكينة، ويضيء الله قلب القارئ، ويقيه ظلمات يوم القيامة ويبعد عنه الشدائد، وغيرها.

## مفهوم تلاوة القرآن
التلاوة قراءة القرآن وتجويده وترتيله بتفكر وتدبر، لاتباع أوامره والاهتداء بهديه، والابتعاد عن مناهيه ومحظوراته، وتعني أيضاً القراءة بشرط أن يعقل المرء ما يقرأ وتلاوة القرآن تأتي بمعنى اتباعه، قال الله تعالى في سورة الشمس:  وَالشَّمْسِ وَضُحَاهَا  وَالْقَمَرِ إِذَا تَلَاهَا  .

## أجر تلاوة القرآن
لتلاوة القرآن من الأجر ما لا يخفى، ويكفي لإثبات ذلك ما جاءت به الآيات والأحاديث وآثار الصحابة، فمن الآيات قول الله تعالى: ﴿إِنَّ الَّذِينَ يَتْلُونَ كِتَابَ اللَّهِ وَأَقَامُوا الصَّلَاةَ وَأَنْفَقُوا مِمَّا رَزَقْنَاهُمْ سِرًّا وَعَلَانِيَةً يَرْجُونَ تِجَارَةً لَنْ تَبُورَ ۝٢٩ لِيُوَفِّيَهُمْ أُجُورَهُمْ وَيَزِيدَهُمْ مِنْ فَضْلِهِ إِنَّهُ غَفُورٌ شَكُورٌ ۝٣٠﴾ [فاطر:29–30]، وقد كان قتادة، إذا قرأ هذه الآية يقول: هذه آية القراء، وذلك لما أثبتته لهم من الأجر العظيم والثواب المضاعف، فهم لا ينعمون بالأجر وافياً وإنما يزيدهم الله إكراماً وفضلاً، قال القرطبي: هذه الزيادة هي الشفاعة في الآخرة.
وربط المولى عز وجل بين تلاوة القرآن والإيمان به، فقال تعالى: ﴿الَّذِينَ آتَيْنَاهُمُ الْكِتَابَ يَتْلُونَهُ حَقَّ تِلَاوَتِهِ أُولَئِكَ يُؤْمِنُونَ بِهِ وَمَنْ يَكْفُرْ بِهِ فَأُولَئِكَ هُمُ الْخَاسِرُونَ ۝١٢١﴾ [البقرة:121]، وجاء عن ابن مسعود في تفسير هذه الآية أن من حق التلاوة:
1. أن يقرأه كما أنزله الله
2. ولا يحرف الكلم عن مواضعه
3. ولا يتأول منه شيئا على غير تأويله

وهنا ربط واضح بين التلاوة الحقة والإيمان بكتاب الله، أما الذين أوتوا الكتاب فقيل: هم أصحاب النبي ﷺ، والكتاب على هذا هو القرآن، وقيل هم من أسلم من بني إسرائيل، والصواب كما قال القرطبي أن الآية تعم، وحق التلاوة يجوز أن يكون بمعنى الاتباع أو العمل بمحكمه والإيمان بمتشابهة، ويجوز أن تكون بمعنى: يقرؤونه كما ذكرنا عن ابن مسعود آنفا ولا تعارض بين الرأيين، لأن بترتيل ألفاظه وفهم معانيه يكون الاتباع لمن وفق.
شبه المصطفى ﷺ الذي يقرأ القرآن بالأترج، ريحها طيب وطعمها طيب.
وأخبر النبي محمد أن الماهر مع السفرة الكرام البررة، وأن الذي يقرأ القرآن ويتتعتع فيه وهو عليه شاق له أجران، وأي فضل وأي شرف يرنو إليه مسلم يعلو ما أخبر به ﷺ من أن القرآن يأتي يوم القيامة يلبسه تاج الكرامة، ويجعله ممن ، وعندما يتم الرضوان يقال له: اقرأ وارق، ورتل كما ‌كنت ترتل في الدنيا فإن منزلتك عند آخر آية كنت تقرؤها، وأخبر الصادق المصدوق أيضاً أن القرآن يأتي شفيعا لأصحابه يوم القيامة، وقال أبو موسى الأشعري من يتبع القرآن يهبط به على رياض الجنة.

## مراتب تلاوة القرآن
في علم التجويد، عند قراءة القرآن نحتاج إلى مراتب نقرأ بها، وهذه المراتب الثلاث كلها جائزة، وهي:
- التحقيق
- التدوير
- الحدر

## فضل تلاوة القرآن اللفظية
تلاوة كتاب الله تعالى على نوعين:
- تلاوة حكمية: وهي تصديق أخباره، وتنفيذ أحكامه بفعل أوامره، واجتناب نواهيه، وهي العمل بالقرآن.[12]
- تلاوة لفظية: وهي قراءته، وجاء في فضل هذا النوع فضائل كثيرة، منها:

1. أمر الله النبي ﷺ بتلاوة القرآن: ﴿إِنَّمَا أُمِرْتُ أَنْ أَعْبُدَ رَبَّ هَذِهِ الْبَلْدَةِ الَّذِي حَرَّمَهَا وَلَهُ كُلُّ شَيْءٍ وَأُمِرْتُ أَنْ أَكُونَ مِنَ الْمُسْلِمِينَ ۝٩١ وَأَنْ أَتْلُوَ الْقُرْآنَ﴾ [النمل:91–92].[9]
2. من قرأ حرفاً فله به عشر حسنات، لحديث عبد الله بن مسعود، قال: قال رسول الله ﷺ من قرأ حرفاً من كتاب الله فله به حسنة والحسنة بعشر أمثالها، لا أقول: (الم) حرف، ولكن: ألف حرف، ولام حرف، وميم حرف.[10][22]
  - عد بعض العلماء أحرف القرآن الموجودة في المصحف في القراءة الموجودة، فكان عدد حروفه (311251)، ثلاثمائة ألف حرف وأحد عشر ألفا ومئتان وخمسون حرفا،[11] فكم لمن قرأ هذه الأحرف من الأجر العظيم، والثواب الكثير.[9]
3. درجات صاحب القرآن في الجنة على حسب ما يعمل به من القرآن ويقرؤه؛ لحديث عبد الله بن عمرو بن العاص ، قال: قال رسول الله ﷺ: يقال لصاحب القرآن: اقرأ وارتق، ورتل كما كنت ترتل في الدنيا فإن منزلتك عند آخر آية تقرأها.[12][23][24][25][26]
4. القرآن يشفع لأصحابه ويحاج عنهم يوم القيامة؛ لحديث أبي أمامه ، قال سمعت رسول الله ﷺ يقول: (اقرؤوا القرآن؛ فإنه يأتي يوم القيامة شفيعاً لأصحابه، اقرؤوا الزهراوين، البقرة وآل عمران؛ فإنهما تأتيان يوم القيامة كأنهما غمامتان، أو كأنهما غيايتان، أو كأنهما فرقان، من طير صواف،[13] تحاجان عن أصحابهما، اقرؤوا سورة البقرة؛ فإن أخذها بركة وتركها حسرة، ولا تستطيعها البطلة.[27]
5. الصيام والقرآن يشفعان للعبد يوم القيامة؛ لحديث عبد الله بن عمرو ، أن رسول الله ﷺ قال: الصيام والقرآن يشفعان للعبد يوم القيامة، يقول الصيام: أي رب منعته الطعام والشهوات بالنهار فشفعني فيه، ويقول القرآن: منعته النوم بالليل فشفعني فيه، قال فيشفعان.[12][28]

## ‌‌ثمرات قراءة القرآن
1. إن قارئ القرآن في مصاف العظماء ومن أفضل الناس، وأعلاهم درجة.
2. يكتسب القارئ عن كل حرف حسنة والحسنة بعشر أمثالها.
3. تشمل القارئ ظلة الرحمة ويحاط بالملائكة وتتنزل عليه السكينة.
4. يضيء الله قلب القارئ، ويقيه ظلمات يوم القيامة ويبعد عنه الشدائد.
5. القارئ رائحته زكية ومذاقه حلو كالأترجة، ومن هنا فهو جليس صالح يقترب إليه الصالحون العاملون ليشموا منه عطره، وينفحوا من شذاه.
6. قارئ القرآن لا يحزنه الفزع الأكبر، لأنه في حماية الله ولأن القرآن يشفع له.
7. قارئ القرآن سبب في رحمة والديه، وإغداقهما بالنعيم، ويمدهما الله بالأنوار المتلألئة جزاء قراءة ابنهما.
8. قارئ القرآن يرقى إلى قمة المعالي في الجنة ويصعد إلى ذروة النعيم.
9. يغبط الصالحون قارئ القرآن، ويتمنون أن يكونوا في درجته السامية عند الله تعالى، ويودون أن يعملوا مثله.
10. قارئ القرآن تدعو له الملائكة الكرام بالرحمة والمغفرة.
11. قارئ القرآن مستمسك بالعروة الوثقى، ويتمتع بالشفاء الناجع ويعصم من الزيغ، وينجو من الشدائد.
12. قارئ القرآن من أهل الله وخاصته المتقربين إليه، ومن العاملين الشغوفين بطاعة الله والقانتين له.[12][15]
13. قارئ القرآن يرتفع به درجات في الدنيا، إذ يرفع الله به أقواما ويخفض آخرين (ممن أعرضوا عنه أو هجروه).
14. قارئ القرآن يكتب عند الله من الذاكرين والقانتين.
15. قارئ القرآن ممن يشهد لهم رسول الله ﷺ يوم القيامة.
16. الماهر بالقرآن يبعث يوم القيامة مع السفرة الكرام البررة.
17. قارئ القرآن تبتعد عنه الشياطين وتخرج من بيته.
18. قارئ القرآن يستنير عقله ويمتلئ قلبه بالحكمة وتتفجر منه ينابيع العلم.
19. قارئ القرآن فيه قبس من النبوة (غير أنه لا يوحى إليه).
20. حامل القرآن لا يجهل مع من يجهل لأن القرآن في جوفه يحميه من الحدة والغضب.
21. بالقرآن تعمر القلوب والبيوت، ويعمها الخير والبركة.
22. قراءة القرآن تورث القلب خشوعا والنفس صفاء.
23. قارئ القرآن يسأل الله به فيجيبه فضلاً منه وكرما.
24. أهل القرآن يذكرهم الله فيمن عنده، وكفى بذلك فضلاً وشرفاً.
25. في القرآن غنى لأهله تسعد به قلوبهم كما يسعد صاحب الأموال بما له وهو غنى لا دخل فيه.[9][14]

## ‌‌فضل تلاوة بعض سور وآيات القرآن
من أنعم الله عليه بقراءته أو حفظه كله، فهي الغاية، وإذا لم يتيسر فإن الله لم يحرم غير القادر أو غير المستطيع، وجعل لقراءة بعض السور أو الآيات من الثواب الجزيل والأجر العظيم فمن ذلك:
| قراءة الفاتحة وهي أم الكتاب | قراءة آية الكرسي                                       | قراءة خواتيم سورة البقرة                               | قراءة البقرة وآل عمران                                 | قراءة البقرة أو عشر آيات منها                          |
| قراءة خواتيم آل عمران       | قراءة سورة الكهف                                       | قراءة عشر آيات من سورة الكهف                           | قراءة سورة السجدة                                      | قراءة سورة يس                                          |
| قراءة سورة ص                | قراءة سورة الدخان                                      | قراءة سورة الفتح                                       | قراءة سورة الملك                                       | قراءة سورة البينة                                      |
| قراءة سورة الإخلاص          | قراءة المعوذتين، قل أعوذ برب الفلق، قل أعوذ برب الناس. | قراءة المعوذتين، قل أعوذ برب الفلق، قل أعوذ برب الناس. | قراءة المعوذتين، قل أعوذ برب الفلق، قل أعوذ برب الناس. | قراءة المعوذتين، قل أعوذ برب الفلق، قل أعوذ برب الناس. |

## وصلات خارجية
- فضائل القرآن
- فضائل تلاوة القرآن وحفظه
- كتاب التعريف بالإسلام - فضل تلاوة القرآن الكريم